# Sant Francesc s'hi Moria
Sant Francesc s'hi Moria o Sant Francesc d'Almúnia, és una capella protegida com a bé cultural d'interès local a l'extrem nord-est del terme municipal de Vic (Osona), ben a prop dels termenals amb Folgueroles i Manlleu.

## Arquitectura
És una capella de nau única coronada amb un absis semicircular a llevant. A la part de migdia de la nau s'hi adossa un campanar de torre de planta quadrada que consta de planta baixa i dos pisos, acabada amb merlets, els murs són decorats amb arquets cecs, faixes llombardes i decoracions amb serreta, també s'hi obren finestres geminades. La façana és a ponent, el portal és d'arc de mig punt i reposa sobre columnes decorades amb capitells. Al damunt el portal hi ha finestres geminades. A tota l'església, els murs exteriors són decorats amb elements llombards i sota el ràfec de la teulada de la façana s'hi dibuixen uns arquets cecs que segueixen la inclinació de la teulada. Els materials constructius emprats són la pedra basta i la pedra ben treballada; la restauració s'ha portat a terme amb ciment pòrtland.

## Història

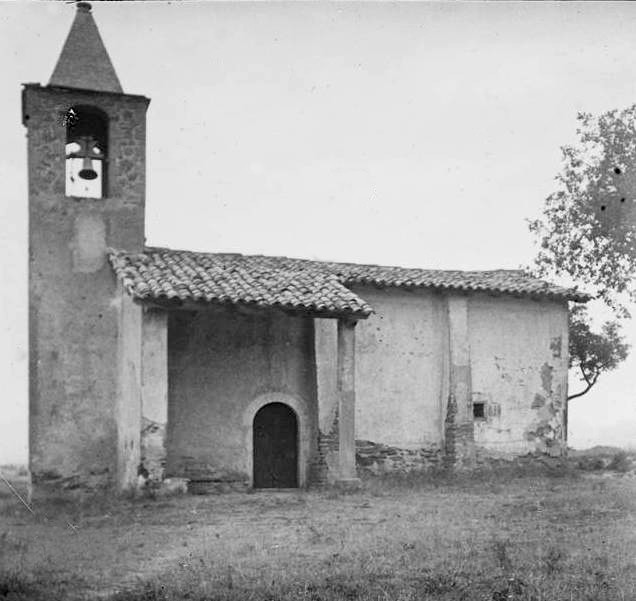
La capella, el 1916, abans de la seva total restauració

L'ermita o capella es troba documentada des del 1244 per bé que els seus orígens semblen més llunyans, ja que està situada a l'antiga stratta Francisca.
Durant la guerra del 1936 fou totalment devastada i anys més tard el 1946 se n'emprengué la restauració, restauració que fou poc fidel a l'estètica de les esglésies romàniques d'aquestes contrades.
Es tenen notícies que el pintor vigatà Marià Colomer, durant el segle xix la decorà amb frescos que representaven la llegenda de Sant Francesc passejant-se per terres d'Osona, d'aquella decoració avui només ens en queden fotografies i un gravat de boix.
Mossèn Cinto tenia molta devoció a Sant Francesc d'Assís i els seus textos contenen una llegenda que explica el perquè de la construcció de l'ermita: vers l'any 1225, un any abans de la mort del Poverello d'Assís, Sant Francesc arribà a Vic i, en ésser en aquell planell del Gurri conegut pel pla d'Almoina, va tenir un èxtasi en ple camp i un pagès li portà aigua del seu pou i es retornà. El fet fou celebrat i s'hi erigí un pedronet en recordança del Sant. Anys més tard, els pares franciscans hi van erigir la capella, que prengué el nom de Sant Francesc s'hi Moria.